# Lazzaro Mocenigo (sous-marin, 1919)
Pour les articles homonymes, voir Lazzaro Mocenigo (sous-marin).
Le Lazzaro Mocenigo est un sous-marin, de la classe Pietro Micca, en service dans la Regia Marina avant la fin de la Première Guerre mondiale.
Le navire a été nommé en l'honneur de Lazzaro Mocenigo (1624-1657), un amiral vénitien.

## Caractéristiques
La classe Pietro Micca déplaçaient 862 tonnes en surface et 1 244 tonnes en immersion. Les sous-marins mesuraient 63,2 mètres de long, avaient une largeur de 6,2 mètres et un tirant d'eau de 4,26 mètres. Ils avaient une profondeur de plongée opérationnelle de 50 mètres. Leur équipage comptait 40 officiers et soldats.
Pour la navigation de surface, les sous-marins étaient propulsés par deux moteurs diesel FIAT ou Tosi de 2 600 chevaux-vapeur (cv) (1 910 kW), chacun entraînant un arbre d'hélice. En immersion, chaque hélice était entraînée par un moteur électrique de 650 chevaux-vapeur (478 kW). Ils pouvaient atteindre 14,5 nœuds (26,8 km/h) en surface et 11 nœuds (20,3 km/h) sous l'eau. En surface, la classe Pietro Micca avait une autonomie de 2 100 milles nautiques (3 890 km) à 10 noeuds (18,5 km/h); en immersion, elle avait une autonomie de 180 milles nautiques (333 km) à 3 noeuds (5,6 km/h).
Les sous-marins étaient armés de six tubes lance-torpilles de 45 centimètres, quatre à l'avant et deux à l'arrière, pour lesquels ils transportaient un total de 8 torpilles. Ils étaient également armés d'un canon de pont de 76/40 Model 1916 à l'avant de la tour de contrôle (kiosque) et un canon de pont 76/30 Model 1914 à l'arrière de la tour de contrôle pour le combat en surface.

## Construction et mise en service
Le Lazzaro Mocenigo est construit par le chantier naval de l'Arsenale militare marittimo della Spezia (Arsenal militaire maritime de La Spezia) de La Spezia en Italie, et mis sur cale en février 1916. Il est lancé le 27 juillet 1919 et est achevé et mis en service la même année de son lancement. Il est commissionné le même jour dans la Regia Marina.

## Historique
En 1921, le Lazzaro Mocenigo  un voyage dans le nord de la mer Tyrrhénienne.
En 1924, il participe à un exercice qui se déroule au large de la Sicile et dans la mer Tyrrhénienne, avec une escale à La Maddalena.
Le 1er octobre 1925, il est placé sous le contrôle direct du Commandement de l'Armada navale.
En 1928, il fait quelques croisières en Sardaigne et en Toscane.
En 1929, il effectue des voyages d'entraînement dans le centre-nord de la mer Tyrrhénienne.
En octobre 1931, il quitte La Spezia et se rend à Tarente.
Il passe le reste de sa vie opérationnelle dans le port des Pouilles jusqu'à ce qu'il soit radiée le 10 ou 29 avril 1937, puis mis au rebut.